# SMART–1
A SMART–1 (Small Missions for Advanced Research in Technology) az első európai űrszonda. A SMART–1 legfontosabb feladatai: az ionhajtómű kipróbálása (bár a világon először a Deep Space–1-en alkalmaztak űrszondán ionhajtóművet 2000-ben, a SMART-1 idején is még újnak számított), geológiai és kémiai vizsgálatok, a holdi víz egyértelmű kimutatása.

## Küldetés
A SMART–1 2003. szeptember 17-én indult Ariane–5 hordozórakétával. Előbb Föld körüli pályára állt, majd ionhajtóműve segítségével 15 hónap alatt megközelítette a Holdat. 2004 novemberében pályára állt a Hold körül. 2005. február 15-én kezdődött a szonda kiterjesztett küldetése. Korábban már minden feladatát teljesítette. 2006. szeptember 3-án a SMART–1 a terveknek megfelelően becsapódott a Holdba.

## Az űrszonda
A SMART–1 tömege 370 kg, térfogata 1 m3.
Műszerek: kamera, plazma műszer, infravörös spektrométer, röntgen spektrométer.

## További információk

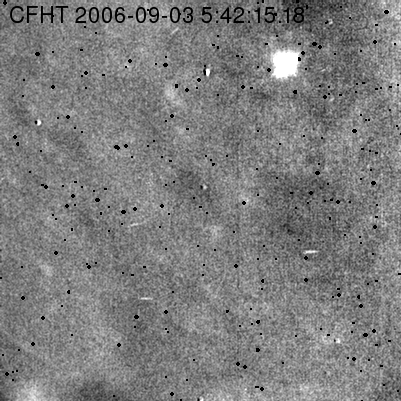
A SMART–1 becsapódik a Holdba

### Magyar nyelvű oldalak
- Európa a Holdra (is) megy II.
- A SMART–1 rövid leírása[halott link]
- A SMART–1 első eredményei (2005. január 31.)
- SMART–1: meghosszabbított küldetés (2005. február 22.)
- Az ESA igazolja a Holdra szállásokat (2005. március 8.) Archiválva 2007. március 11-i dátummal a Wayback Machine-ben
- A SMART–1 a Holdra ért (2006. szeptember 3.)

### Külföldi oldalak
- SMART–1 (ESA)
- Europe goes to the Moon
- Best of SMART–1